# Колос (новий стадіон, Бучач)
Стадіон «Колос» (іноді центральний стадіон) — легкоатлетично-футбольна спортивна арена в Бучачі. Розташований на околиці міста поблизу житлового масиву «Південний». Легкоатлетичні доріжки асфальтові. Є дві трибуни — західна (4 сектори, які мають по 5 рядів пластикових сидінь по 40 у кожному), 6-й ряд — дерев'яні лавки) і східна (5 секторів, кожен має по 6 рядів сидінь, дерев'яні лавки).

## Відомості
Відкрили урочисто 9 травня 1989 року, погода була дощовою, початок о 13°°. Під час відкриття:
- виступали чехословацькі каскадери
- відбувся фінальний поєдинок на кубок Бучацького району з футболу, по пенальті (осн. час 1-1) команда колгоспу «Україна» перемогла команду колгоспу «Комуніст» (Сновидів[2]).[3]

На стадіоні регулярно відбуваються:
- матчі з футболу; зокрема, тут проводить домашні матчі бучацький «Колос», відбуваються фінальні та ігри вирішальних стадій розіграшів першостей та кубка району, матчі за суперкубок,
- легкоатлетичні змагання,
- інші спортивні змагання міста та району,
- проводяться різноманітні спортивні заходи районного масштабу.

23 червня 2012 року з благословення Бучацького єпископа УГКЦ Дмитра (Григорака) проходив християнський міжпарафіяльний турнір серед юних футболістів.